# Hambledon (Surrey)
Hambledon is een civil parish in het bestuurlijke gebied Waverley, in het Engelse graafschap Surrey met 805 inwoners.